# Samsung Galaxy J7 (2018)
Il Samsung Galaxy J7 (2018) (chiamato anche J7 Star o J7 Refine 2018 in alcune versioni) è uno smartphone Android di fascia bassa/media prodotto da Samsung, facente parte della serie Galaxy J, principalmente per il mercato statunitense.

## Caratteristiche tecniche

### Hardware
Il Galaxy J7 (2018) è uno smartphone con form factor di tipo slate, misura 153.2 x 76.2 x 8.6 millimetri e pesa 181 grammi.
Il dispositivo è dotato di connettività GSM, HSPA, LTE, di Wi-Fi 802.11 a/b/g/n/ac dual band con supporto a Wi-Fi Direct e hotspot, di Bluetooth 4.1/4.2 con A2DP ed LE, di GPS con A-GPS e GLONASS, di NFC (in alcuni modelli) e di radio FM (solo nel modello SM-J737T1). Ha una porta microUSB 2.0 OTG ed un ingresso per jack audio da 3.5 mm.
Il Galaxy J7 (2018) è dotato di schermo touchscreen capacitivo da 5.5 pollici di diagonale, di tipo TFT con aspect ratio 16:9 e risoluzione HD 720 x 1280 pixel (densità di 267 pixel per pollice), protetto da un vetro Gorilla Glass 5. Il frame laterale ed il retro sono in plastica. La batteria agli ioni di litio da 3300 mAh non è removibile dall'utente.
Il chipset è un Exynos 7870 Octa, con CPU octa-core formata da 8 Cortex-A53 a 1.6 GHz e GPU Mali-T830 MP1. La memoria interna è una eMMC 5.1 da 16 o 32 GB, mentre la RAM è di 2 GB.
La fotocamera posteriore ha un sensore da 8 o 13 megapixel (in base al modello), dotato di autofocus, HDR e flash LED, in grado di registrare al massimo video full HD a 30 fotogrammi al secondo, anche la fotocamera anteriore è da 5 o 13 megapixel.

### Software
Il sistema operativo è Android, in versione 8.0 Oreo, aggiornabile a 9.0 Pie e ad Android 10.
Ha l'interfaccia utente Samsung Experience, che diventa One UI con gli aggiornamenti ad Android 9 Pie e 10.

## Varianti
- Samsung Galaxy J7 Prime 2 (o J7 Prime (2018)), versione del J7 (2018) per il mercato indiano, differisce dal J7 (2018) per la presenza di fotocamera anteriore e posteriore entrambe da 13 megapixel, schermo full HD (anziché HD) e Wi-Fi monobanda (anziché dual band)[5];
- Samsung Galaxy J7 Duo (noto anche come J7 Core o J7 Neo), differisce dal J7 (2018) per la presenza di una doppia fotocamera posteriore da 13+5 megapixel, quella anteriore da 5, di 3/4 GB di RAM, di tagli da 32 e 64 GB di memoria interna e di una batteria da 3000 mAh, nonché del chipset leggermente differente Exynos 7885;[6]
- Samsung Galaxy J7 Crown (specifiche).